# Niels Dalgaard

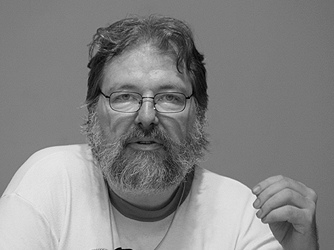
Niels Dalgaard på Eurocon 2007.

Niels Dalgaard, född 1956, är en dansk litteraturvetare med fokus på science fiction. Han disputerade 1997 med avhandlingen Den gode gamle fremtid : modernitetskritik og genrevalg i halvfjerdsernes danske science fiction-roman och var i tolv år knuten till Köpenhamns universitet, vid Institut for Nordisk Filologi. Utöver att skriva ett halvdussin böcker om science fiction har han också varit verksam som översättare, och som redaktör för science fiction-tidskriften Proxima.